# Миф о собственной исключительности
Миф о собственной исключительности (личный миф) (англ. personal fable) — это «убеждённость подростка в уникальности своих внутренних переживаний и в собственной неуязвимости». Термин введён психологию в 1967 году Дэвидом Элкиндом. Вместе с феноменом воображаемой аудитории выступает одним из компонентов подросткового эгоцентризма.

## Описание
В подростковом возрасте развивается эгоцентризм, основными особенностями которого являются феномен воображаемой аудитории и миф о собственной исключительности, проявляющиеся в раннем подростковым возрасте. Важные аспекты мифа о собственной исключительности — это чувство всемогущества («Я могу сделать все!»); уникальности («Только я могу такое чувствовать!»); неуязвимости («Со мной никогда ничего не случится!») и бессмертия («Я буду жить вечно!»).
Дэвид Элкинд описал данный миф с негативной точки зрения. Исследователь считал, что подросток, ощущая себя неуязвимым, в результате ведёт себя рискованно и не боится опасностей. Подросток чувствует себя всемогущим, отчего уверен только в своей правоте. Ощущение уникальности и особенности может подтолкнуть к одиночеству и непониманию. Элкинд считал, что миф о собственной исключительности может перерасти в фантазию найдёныша, которая заключается в том, что подростку трудно понять, как у таких обычных родителей родился такой уникальный ребёнок, как он.

## Функции
Миф о собственной исключительности неразрывно связан с феноменом воображаемой аудитории. Вместе они выполняют определённые функции развития подростка:
1. Освоение мира другого человека (его переживания и чувства).
2. Адаптация к изменяющимся условиям.
3. Отражение поиска собственной идентичности внутри социального взаимодействия (возрастает количество связей с людьми, не считающимися членами семьи).
4. Самоопределение (формирование идентичности).
5. Социальное развитие.

## Исследования
1. Лэпсли, Фиджеральд, Райс и Джексон[5] провели исследование в 1987 году, в основе которого лежала гипотеза о том, что мальчики и девочки по-разному подвержены различным аспектам мифа о собственной исключительности. Предполагалось, что мальчики будут более подвержены нарциссизму, эгоцентризму и отрицанию привязанности. В то же время девочки будут более подвержены влиянию межличностных проблем, таких как взаимная забота, тревога сепарации и феномен воображаемой аудитории. В исследовании приняли участие 169 школьников 8—12 классов (76 мальчиков и 93 девочки). Как и ожидалось, выявилось различное поведение. Мальчики были более подвержены нарциссизму, мифу о собственной исключительности, неуязвимости, всемогуществу и эксцентричности. Девочки подвержены влиянию межличностных проблем, взаимной заботе, а также тревоге сепарации.
2. В 2006 году Аалсма, Лапсли и Фланели[6] провели исследование, в котором рассматривалась взаимосвязь между тремя аспектами мифа о собственной исключительности (всемогущество, неуязвимость и вера с собственную уникальность), нарциссизмом и аспектами психологического здоровья. Респондентами были школьники шестого (94 человека), восьмого (223 человека), десятого (142 человека) и двенадцатого (102 человека) классов. Результаты показали, что чувство всемогущества и нарциссизм испытуемых дает им уверенность в своих силах, чтобы противостоять трудностям. Чувство неуязвимости приводит к рискованному поведению детей. Подростки, уверенные в собственной уникальности, чаще страдали от депрессий и задумывались о самоубийстве.

## Преодоление мифа о собственной исключительности
Подросток считает себя уникальным, поэтому он начинает изучать свои чувства, эмоции и анализировать свои поступки. Это помогает ему найти свою систему ценностей и свое «Я». То есть подросток обретает идентичность. Понимая себя, ребёнок начинает понимать других. В итоге преодолевается эгоцентризм. Приходит осознание того, что другие испытывают такие же чувства, как и он, и это свойство помогает установлению тесных связей со сверстниками. Миф о собственной исключительности — важная и необходимая ступень в развитии личности человека, которая помогает понять окружающий мир через понимание самого себя.